# Ромазан, Иван Харитонович
Ива́н Харито́нович Ромаза́н (18 сентября 1934 года, Магнитогорск, Челябинская область, РСФСР, СССР — 27 июля 1991 года, Магнитогорск, Челябинская область, РСФСР, СССР) — советский инженер-металлург, управленец, главный инженер Нижнетагильского металлургического комбината (1980—1984), главный инженер Магнитогорского металлургического комбината имени В. И. Ленина (1984—1985), директор Магнитогорского металлургического комбината (1985—1991). Герой Социалистического Труда (1991). Член КПСС с 1964 года. Кандидат в члены ЦК КПСС (1986—1989), член ЦК КПСС (1989—1990).

## Биография

### Детство и юность
Иван Ромазан родился 18 сентября 1934 года в городе Магнитогорске. Его отец Харитон Митрофанович Ромазан (1907—1976) работал на железнодорожной станции, а мать Варвара Андреевна (1891—1986) работала нянечкой в детском саду. По национальности Ромазан был украинцем. Детство Ивана прошло на Первом участке Магнитогорска, где его семья жила в одном из многочисленных бараков.
Когда Ивану было двенадцать лет, его родители развелись, после чего он воспитывался матерью. Ромазан не испытывал особой тяги к учёбе, часто спорил с учителями. Однако в дальнейшем под влиянием матери он стал лучше учиться. После окончания школы № 16 города Магнитогорска Ромазан поступил в Магнитогорский индустриальный техникум (ныне Магнитогорский Индустриальный Колледж им. Н.И. Макарова).

### Трудовая деятельность
В 1954 году будущий "народный директор" окончил техникум, получил специальность «техник-металлург» и направление в цех подготовки составов Магнитогорского металлургического комбината, где он занял пост помощника мастера. Уже в 1955 году в официальном печатном органе ММК, газете «Магнитогорский металл», была опубликована статья о молодом мастере Иване Ромазане и его бригаде. Ромазан хорошо показал себя на производстве, за что и был назначен сменным мастером.
В 1960 году Иван Ромазан поступил в Магнитогорский горно-металлургический институт, где  руководил профсоюзным комитетом и являлся старостой своей группы. В 1965 году он окончил институт, получив квалификацию инженера-металлурга, и вернулся на ММК, где начался его карьерный рост. Иван Харитонович работал мастером, диспетчером, заместителем начальника цеха, а в 1969 году получил пост заместителя начальника управления материально-технического снабжения комбината, в 1970 году  стал заместителем начальника производственного отдела ММК.
В 1974—1980 годах Иван Ромазан работал главным сталеплавильщиком Магнитогорского металлургического комбината. В 1980 году он был назначен главным инженером Нижнетагильского металлургического комбината. На прощальном вечере Иван Харитонович сказал, что уезжает, чтобы вернуться директором комбината. Ромазан тяжело переносил расставание с городом и ММК, не мог привыкнуть к новому рабочему месту Он просил вернуть его в Магнитку, соглашаясь на любую должность, однако в этом ему было отказано.
Талантливый руководитель хорошо показал себя на Нижнетагильском комбинате, благодаря Ромазану предприятие стало активно развиваться, а объём выпускаемой продукции возрос. В апреле 1984 года Иван Харитонович Ромазан был переведен на должность главного инженера — заместителя директора Магнитогорского металлургического комбината, а осенью следующего года назначен его директором.

### Директор Магнитогорского металлургического комбината
В сентябре 1985 года Иван Харитонович Ромазан стал директором Магнитогорского металлургического комбината. Несмотря на то, что комбинат был одним из лидеров среди металлургических предприятий Советского Союза и всего мира, однако в технологическом плане предприятие отставало, техника была сильно изношена, а передовые достижения достигались мощностями, введенными в строй ещё в 1940-х годах.
И Ромазан возглавил работу по глубокой реконструкции ММК. Были реконструированы 6 доменных печей, аглофабрика № 1, начал строиться стан «2000» горячей прокатки, проводились подготовительные работы по строительству стана «2000» холодной прокатки. Большое внимание директор уделял экологической обстановке в городе, улучшению медицинского обслуживания трудящихся.
Под руководством Ивана Харитоновича Ромазана была произведена реконструкция блюминга № 3. Несмотря на общую занятость, Ромазан дважды в день бывал на реконструируемом объекте, лично касался всех проблемных вопросов.  Работы производились без остановки блюминга, и реконструкция была закончена в 1989 году. Введение в строй обновленного объекта позволило ММК в дальнейшем выйти на рекордный уровень производства стали — 16,2 миллионов тонн в год.
В 1985 году Центральный комитет КПСС и Советское правительство приняли решение о строительстве на Магнитогорском металлургическом комбинате кислородно-конвертерного цеха (ККЦ). Строительство нового цеха положило начало коренному переоснащению комбината. Иван Харитонович Ромазан сыграл чрезвычайно важную роль в строительстве и пуске ККЦ, который стал основой будущего благополучия как самого комбината, так и всего Магнитогорска. Благодаря новому цеху, на комбинате резко повысилась производительность труда и уменьшились выбросы в атмосферу города.
Иван Харитонович Ромазан уделял большое внимание экологической обстановке в городе  и его инфраструктуре. В частности, он активно способствовал строительству нового мостового перехода через реку Урал — второго Южного перехода (ныне Казачья переправа). Другим детищем директора был магнитогорский Ледовый дворец. Его строительство затруднялось тем, что только города-миллионеры тогда имели право на существование собственной ледовой арены, а Магнитогорск к ним не относился. Ромазан еженедельно проводил совещания на строительной площадке дворца, помогая решать возникающие проблемы. Дворец был сдан в эксплуатацию в 1990 году, а после смерти "народного директора" дворцу было присвоено его имя. Существование своего Ледового дворца позволило магнитогорской хоккейной команде "Металлург " участвовать в национальном хоккейном чемпионате. Это стало началом ее блестящей карьеры.
Другой директор ММК, Дмитрий Прохорович Галкин, предшественник Ромазана на этом посту в 70-е годы, высоко оценивал  деятельность Ивана Харитоновича как директора. Последний министр чёрной металлургии Советского Союза Серафим Колпаков, в тандеме с которым Ромазан осуществлял коренную реконструкцию ММК, тоже тепло вспоминал  производственные успехи "народного директора" и  особо подчеркивал его роль  в решении социальных проблем работников предприятия.

### Смерть
27 июля 1991 года Ромазан должен был проводить селекторное совещание, однако ввиду плохого самочувствия он поручил это одному из своих подчиненных. Приехавшая "Скорая" не смогла спасти директора, он скончался в своём рабочем кабинете. Причиной смерти стал сердечный приступ.
На похороны "народного директора" пришло огромное количество магнитогорцев. Ромазан был похоронен на Правобережном кладбище города Магнитогорска.

## Личность
Иван Харитонович Ромазан сыграл важную роль в истории Магнитогорска и Магнитогорского металлургического комбината, поэтому в памяти магнитогорцев он навсегда остался «народным директором».
Это был открытый, честный, очень внимательный человек, который умел понимать других, разговаривать с людьми на понятном им языке. В своей деятельности он  придавал главное значение человеку и его проблемам; все, что он делал,  было сделано ради людей.

## Личная жизнь
Во время учёбы в техникуме Иван Ромазан познакомился со своей будущей женой Евгенией Яковлевной, после свадьбы у них родилась дочь Ирина. Иван Харитонович большую часть своего времени проводил на работе, поэтому на семью у него оставалось очень мало времени. У Ромазана было двое внуков — Марина и Иван, по состоянию на 2014 год у него было также трое правнуков – Сергей, Алиса, Владислав.
Ещё в детстве Ромазан увлекся голубями, вместе  с  товарищами построил собственную голубятню на Первом участке Магнитогорска. По воспоминаниям его жены Евгении Яковлевны, директор ММК очень много знал о голубях и никогда не оставлял своё увлечение. В молодости Ромазан также играл на гармони и на аккордеоне, всю свою жизнь  любил слушать музыку и хорошо пел сам. В свободное время он любил читать книги.

## Память
После смерти Ивана Харитоновича Ледовый дворец Магнитогорска был назван его именем, в память о директоре проводится Международный хоккейный турнир.
Имя Ивана Харитоновича Ромазана увековечено в названии сквера в Правобережном районе Магнитогорска, между проспектами Карла Маркса и Ленина. В 2016 году в сквере  поставили памятник "народному директору". Именем Ромазана названа школа № 59 города Магнитогорска, в создании которой Иван Харитонович принимал непосредственное участие. В той же школе создан музей Ивана Ромазана, действует школьная общественная организация «Ромазановцы».
Кроме этого, в Магнитогорске установлены две мемориальные доски в память о Ромазане. Одна из них расположена на доме, где он прожил свои последние годы, - по адресу "Улица имени Горького, дом 2"; доска установлена летом 1999 года. Другая мемориальная доска была открыта осенью 2014 года на Ледовом дворце, носящем его имя.
В 2017 году магнитогорский режиссер Игорь Гончаров снял документальный фильм, посвященный И.Х. Ромазану, - "Памятник Человеку".

## Награды и звания
- Герой Социалистического Труда (Указ Президиума Верховного Совета СССР от 28 июня 1991 года, орден Ленина и медаль «Серп и Молот») — за большой личный вклад в повышение эффективности производства в условиях технического перевооружения и реконструкции предприятия[11].
- Заслуженный металлург РСФСР (Указ Президиума Верховного Совета РСФСР от 4 марта 1991 года) — за заслуги в области металлургии и многолетний добросовестный труд[33].
- Государственная премия СССР (1975)[34].
- премия Совета Министров СССР (Постановление кабинета министров Союза ССР от 18 июня 1991 года) — за разработку и освоение новых процессов производства высококачественной стали марки 18ЮА и автоматизированных средств контроля качества полос на Магнитогорском и Череповецком металлургических комбинатах[11].
- орден Ленина.
- два ордена Трудового Красного Знамени.
- Нагрудный знак «Изобретатель СССР»[11].
- Лучший изобретатель черной металлургии[11].